# NetBSD
NetBSD is een vrij- en opensourcebesturingssysteem uit de BSD-familie. Het is tegenwoordig beschikbaar voor 57 computerplatformen: van 64-bit Opteronmachines tot pda's. Het motto van NetBSD luidt: "Of course it runs NetBSD". Dit is Engels voor: "Natuurlijk draait het NetBSD". De ondersteunde processorarchitecturen zijn Alpha, ARM, PA-RISC, 68k, MIPS, PowerPC, SH3, SPARC, VAX, IA-32 en x86-64 (AMD64).

## Geschiedenis
NetBSD begon in mei 1993 met het uitbrengen van versie 0.8 en was daarmee de eerste uit een reeks afgeleiden van de BSD-distributie. OpenBSD ontstond in 1995 uit een fork van NetBSD.
NetBSD is, net als het zusterproject FreeBSD, gebaseerd op het originele 4.3BSD van de universiteit van Berkely en 386BSD. Het project was een resultaat van de frustratie binnen de 386BSD-ontwikkelaarsgemeenschap omtrent de koers die project moest volgen.
De vier starters van het NetBSD-project, Chris Demetriou, Theo de Raadt, Adam Glass en Charles Hannum, meenden dat een meer open ontwikkeling beter zou zijn voor het project, waarbij de focus zou liggen op overdraagbare, nette en correcte code.
Vanwege het belang van netwerken als het internet en de wijze waarop het systeem ontwikkeld werd, stelde De Raadt de naam "NetBSD" voor, welke al snel de officiële naam werd.

## Versies

### 0.8, 0.9 en 1.0
De broncode van NetBSD werd op 21 maart 1993 voor het eerst vrijgegeven en in april van dat jaar kwam de eerste officiële uitgave, NetBSD 0.8, uit. Deze uitgave was gebaseerd op versie 0.1 van 386BSD plus nog een aantal niet uitgegeven verbeteringen hiervoor.
In augustus van datzelfde jaar kwam versie 0.9 uit, met een groot aantal verbeteringen en fixes, deze was nog steeds alleen voor pc's, maar er werd al gewerkt voor ondersteuning van andere architecturen.
Dat was dan ook de voornaamste vernieuwing in NetBSD 1.0, uitgegeven in oktober 1994, met ondersteuning voor onder andere de Amiga, Apple Macintosh en SPARC. In deze uitgave werd ook de laatste niet-vrije code vervangen door equivalente code van het 4.4BSD project.
In 1995 werd NetBSD 1.0 ook gebruikt als basis van het nieuwe OpenBSD, dat Theo de Raadt opstartte na ruzie met de andere ontwikkelaars in 1994.

### 1.3 en 1.4
NetBSD 1.3 introduceerde in 1998 het pkgsrc pakketbeheersysteem, en met NetBSD 1.4 uit 1999 werden er 16 platformen ondersteund in binaire vorm, en een aantal andere ook in broncode.

### 2.0
In december 2004 werd NetBSD 2.0 uitgegeven. Vanaf deze uitgave werden op elk platform threads, en op enkele ook SMP ondersteund.

### 3.0
Op 23 december 2005 werd NetBSD 3.0 uitgebracht. De laatste update voor NetBSD 3.0 was NetBSD 3.1, uitgebracht op 4 november 2006. 

### 6.0
NetBSD 6.0 werd uitgebracht op 17 oktober 2012. Deze versie bracht initiële ondersteuning voor Raspberry Pi.

### 7.0
De NetBSD-kernel bevat sinds NetBSD 7 DRM/KMS-drivers, geporteerd vanuit Linux (oorspronkelijk voor FreeBSD). Daarnaast is er verbeterde ARM-ondersteuning aanwezig, GPT-ondersteuning voor SysVinit en kunnen er nu Lua-scripts voor de kernel geschreven worden.